# Igor Talwiński
Igor Talwiński (fr. Igor Talwinsky, ur. 1907 w Warszawie, zm. 1983 w Paryżu) – polski malarz, czynny we Francji.
Został zmobilizowany we wrześniu 1939, walczył w powstaniu warszawskim. Dostał się do niewoli niemieckiej, z której został wyzwolony przez Amerykanów. W 1945 zamieszkał w Paryżu, gdzie zaczął rozwijać umiejętności malarskie - uczęszczał na uczelnię artystyczną Académie de la Grande Chaumière. Od 1951 wystawiał na Salonie Paryskim. Swoje obrazy przedstawiał też na indywidualnych wystawach w Londynie i Nowym Jorku. W 1955 roku przyjął obywatelstwo francuskie. 
Malował martwe natury oraz pejzaże, ale jego sztuka skupiała się głównie na zmysłowych portretach i aktach młodych kobiet w stylu zbliżonym do grafiki reklamowej. Na większości obrazów dziewczęta ukazane są na bladozielonym lub jasnoniebieskim tle. Włosy model zwykle są przyozdobione wstążkami tworzącymi mocne akcenty barwne. Jego obrazy rozproszone w kolekcjach prywatnych. Wiele z nich pojawia się na aukcjach malarstwa.